# Laxsjön (Orsa socken, Dalarna, 682767-142710)
Laxsjön är en sjö i Orsa kommun i Dalarna och ingår i Dalälvens huvudavrinningsområde. Sjön har en area på 0,405 kvadratkilometer och ligger 588,1 meter över havet. Sjön avvattnas av vattendraget Bäverån. Vid provfiske har abborre och gädda fångats i sjön.

## Delavrinningsområde
Laxsjön ingår i det delavrinningsområde (682828-142706) som SMHI kallar för Ovan 682659-142986. Medelhöjden är 617 meter över havet och ytan är 14,1 kvadratkilometer. Det finns inga avrinningsområden uppströms utan avrinningsområdet är högsta punkten. Bäverån som avvattnar avrinningsområdet har biflödesordning 3, vilket innebär att vattnet flödar genom totalt 3 vattendrag innan det når havet efter 443 kilometer. Avrinningsområdet består mestadels av skog (75 procent) och sankmarker (17 procent). Avrinningsområdet har 0,48 kvadratkilometer vattenytor vilket ger det en sjöprocent på 3,4 procent.